# 오하시 유타카
오하시 유타카(일본어: 大橋 穣, 1946년 5월 29일 ~ )는 일본의 전 프로 야구 선수이자 야구 지도자이다.

## 인물

### 선수 시절
니혼 대학 제3 고등학교를 졸업하고 아시아 대학에 진학, 도토 대학 리그 통산 83경기에 출전하여 274타수 69안타, 타율 2할 5푼 2리, 20홈런, 47타점 등을 기록했다. 베스트 나인에 4차례나 선정되었고 1966년 추계 리그전에서는 팀의 첫 우승에 기여를 한 공로로 최고 수훈 선수로 선정되었다. 통산 20홈런은 당시 도토 대학 리그의 신기록이다.
1968년 프로 야구 드래프트 1순위로 도에이 플라이어스에 입단해 주전 유격수였던 오시타 쓰요시를 2루수로 변환시켜 1년차부터는 유격수의 주전으로 활약하였다. 1972년에는 한큐 브레이브스 니시모토 유키오 감독에 의해 한큐의 주전 유격수 사카모토 도시조와의 맞트레이드로 다네모 마사유키와 함께 한큐에 이적했다. 1975년부터 1977년까지 3년 연속 일본 시리즈 우승을 비롯한 한큐 황금 시대에 부동의 유격수로서 활약하는 등 1972년부터 1976년까지 5년 연속 베스트 나인과 7년 연속(1972년 ~ 1978년) 다이아몬드 글러브상을 수상하는 등 일본 야구계를 대표하는 간판 유격수로서 활약하였지만 1982년 시즌 종료 후 우에다 도시하루 감독이 팀의 미래를 위해 젊은 선수들을 중심으로 팀을 재건하겠다는 방침에 따라 14년간의 현역 생활을 은퇴했다.

### 그 후
1983년부터 1990년까지 한큐·오릭스, 1991년부터 1992년까지 주니치 드래건스, 1993년부터 2000년까지 야쿠르트 스왈로스, 2001년부터 2003년까지 주니치 등에서 각각 수비 주루 코치와 2군 감독 등을 역임하는 등 지도자 생활을 했다. 2005년부터 대만 프로 야구 팀인 통이 라이언스에서 감독을 맡고 있었지만 2007년 4월 성적 부진에 의해 감독직에서 물러났다. 2008년에는 KBO 리그 팀인 SK 와이번스에서 2군 수비 코치를 맡았고 2009년과 2010년에는 스프링 캠프로부터 5월까지 SK의 임시 코치를 맡았다.

## 상세 정보

### 출신 학교
- 니혼 대학 제3 고등학교
- 아시아 대학

### 선수 경력
- 도에이 플라이어스(1969년 ~ 1971년)
- 한큐 브레이브스(1972년 ~ 1982년)

### 지도자 경력
- 한큐 브레이브스·오릭스 브레이브스 2군 수비·주루 코치(1983년 ~ 1990년)
- 주니치 드래건스 2군 수비·주루 코치(1991년 ~ 1992년)
- 야쿠르트 스왈로스 2군 수비·주루 코치(1993년 ~ 2000년)
- 주니치 드래건스 2군 코치(2001년)
- 주니치 드래건스 2군 감독(2002년 ~ 2003년)
- 통이 라이언스 감독(2005년 ~ 2007년)
- SK 와이번스 2군 수비 코치(2008년)

### 수상·타이틀 경력
- 베스트 나인 : 5회(1972년 ~ 1976년)
- 다이아몬드 글러브상 : 7회(1972년 ~ 1978년)
- 일본 시리즈 타격상 : 1회(1975년)

### 개인 기록

#### 첫 기록
- 첫 출장·첫 선발 출장 : 1969년 4월 12일, 대 한큐 브레이브스 1차전(한큐 니시노미야 구장), 8번·유격수로서 선발 출장
- 첫 안타 : 1969년 4월 13일, 대 한큐 브레이브스 2차전(한큐 니시노미야 구장), 1회초에 아다치 미쓰히로로부터
- 첫 타점 : 1969년 4월 19일, 대 니시테쓰 라이온스 2차전(고라쿠엔 구장), 1회말에 가와하라 아키라로부터 적시타
- 첫 홈런 : 1969년 5월 1일, 대 난카이 호크스 4차전(고라쿠엔 구장), 5회말에 하야시 도시히로로부터 좌월 2점 홈런

#### 기록 달성 경력
- 통산 1000경기 출장 : 1977년 8월 5일, 대 긴테쓰 버펄로스 후기 4차전(한큐 니시노미야 구장), 9번·유격수로서 선발 출장 ※역대 193번째[1]

#### 기타
- 올스타전 출장 : 3회(1970년, 1973년, 1975년)

### 등번호
- 3(1969년 ~ 1971년)
- 6(1972년 ~ 1982년)
- 66(1983년 ~ 1990년)
- 79(1991년 ~ 2003년)

### 연도별 타격 성적
| 연 도       | 소 속       | 경 기 | 타 석 | 타 수 | 득 점 | 안 타 | 2 루 타 | 3 루 타 | 홈 런 | 루 타 | 타 점 | 도 루 | 도 루 자 | 희 생 번 | 희 생 플 | 볼 넷 | 고 4 | 사 구 | 삼 진 | 병 살 타 | 타 율 | 출 루 율 | 장 타 율 | O P S |
| ----------- | ----------- | ----- | ----- | ----- | ----- | ----- | ------- | ------- | ----- | ----- | ----- | ----- | -------- | -------- | -------- | ----- | ---- | ----- | ----- | -------- | ----- | -------- | -------- | ----- |
| 1969년      | 도에이      | 122   | 390   | 351   | 33    | 76    | 9       | 1       | 8     | 111   | 31    | 7     | 1        | 6        | 2        | 24    | 0    | 7     | 97    | 8        | .217  | .279     | .316     | .595  |
| 1970년      | 도에이      | 112   | 321   | 279   | 26    | 51    | 5       | 1       | 7     | 79    | 20    | 6     | 8        | 11       | 1        | 22    | 1    | 8     | 93    | 3        | .183  | .261     | .283     | .544  |
| 1971년      | 도에이      | 112   | 371   | 324   | 39    | 69    | 8       | 1       | 7     | 100   | 12    | 9     | 2        | 9        | 1        | 32    | 0    | 5     | 82    | 5        | .213  | .293     | .309     | .601  |
| 1972년      | 한큐        | 112   | 405   | 352   | 40    | 76    | 10      | 2       | 15    | 135   | 42    | 6     | 5        | 9        | 2        | 37    | 1    | 5     | 77    | 8        | .216  | .298     | .384     | .682  |
| 1973년      | 한큐        | 117   | 393   | 350   | 45    | 75    | 17      | 1       | 17    | 145   | 47    | 6     | 3        | 9        | 1        | 30    | 1    | 3     | 78    | 11       | .214  | .281     | .414     | .696  |
| 1974년      | 한큐        | 110   | 341   | 301   | 43    | 63    | 9       | 2       | 10    | 106   | 28    | 3     | 3        | 8        | 2        | 23    | 0    | 7     | 74    | 5        | .209  | .279     | .352     | .631  |
| 1975년      | 한큐        | 121   | 389   | 345   | 43    | 79    | 5       | 0       | 7     | 105   | 24    | 8     | 9        | 10       | 1        | 30    | 0    | 3     | 71    | 9        | .229  | .296     | .304     | .600  |
| 1976년      | 한큐        | 116   | 306   | 267   | 30    | 51    | 7       | 0       | 2     | 64    | 15    | 6     | 6        | 17       | 1        | 17    | 0    | 4     | 61    | 7        | .191  | .249     | .240     | .489  |
| 1977년      | 한큐        | 119   | 339   | 289   | 29    | 62    | 4       | 0       | 4     | 78    | 22    | 3     | 7        | 23       | 1        | 26    | 0    | 0     | 60    | 5        | .215  | .278     | .270     | .548  |
| 1978년      | 한큐        | 106   | 254   | 220   | 31    | 48    | 10      | 0       | 6     | 76    | 23    | 12    | 3        | 15       | 1        | 14    | 2    | 4     | 44    | 2        | .218  | .276     | .345     | .622  |
| 1979년      | 한큐        | 88    | 235   | 207   | 27    | 43    | 8       | 0       | 4     | 63    | 22    | 14    | 1        | 6        | 3        | 16    | 0    | 3     | 44    | 6        | .208  | .271     | .304     | .575  |
| 1980년      | 한큐        | 85    | 213   | 187   | 30    | 41    | 9       | 0       | 9     | 77    | 22    | 6     | 1        | 6        | 2        | 16    | 0    | 2     | 46    | 5        | .219  | .285     | .412     | .697  |
| 1981년      | 한큐        | 10    | 9     | 9     | 1     | 2     | 0       | 0       | 0     | 2     | 2     | 1     | 0        | 0        | 0        | 0     | 0    | 0     | 4     | 0        | .222  | .222     | .222     | .444  |
| 1982년      | 한큐        | 42    | 38    | 31    | 4     | 3     | 0       | 0       | 0     | 3     | 1     | 0     | 0        | 0        | 0        | 6     | 0    | 1     | 8     | 0        | .097  | .263     | .097     | .360  |
| 통산 : 14년 | 통산 : 14년 | 1372  | 4004  | 3512  | 421   | 739   | 101     | 8       | 96    | 1144  | 311   | 87    | 49       | 129      | 18       | 293   | 5    | 52    | 839   | 74       | .210  | .280     | .326     | .605  |

- 굵은 글씨는 시즌 최고 성적.